# Saint-Souplet
 Saint-Souplet  es una población y comuna francesa, en la región de Norte-Paso de Calais, departamento de Norte, en el distrito de Cambrai y cantón de Le Cateau-Cambrésis.

## Demografía
| 1722 | 1684 | 1622 | 1482 | 1333 | 1311 |
| Para los censos de 1962 a 1999 la población legal corresponde a la población sin duplicidades (Fuente: INSEE [Consultar]) |      |      |      |      |      |